# Joseph DeCamp

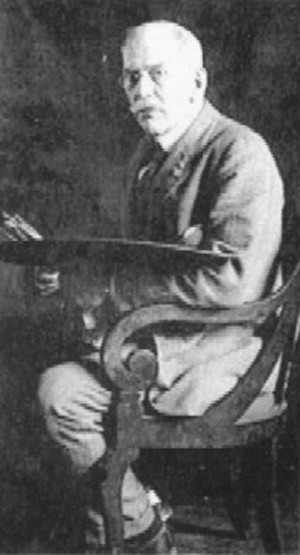
Joseph DeCamp

Joseph Rodefer DeCamp (Cincinnati, 5 november 1858 – Boca Grande, Florida, 11 februari 1923) was een Amerikaans kunstschilder. Hij was lid van het impressionistische kunstenaarsgenootschap Ten American Painters.

## Leven en werk
DeCamp werd geboren en groeide op Ohio. Hij begon zijn studies in Cincinnati bij de jonge, flamboyante Frank Duveneck. In 1878 volgde hij, samen met onder anderen John Henry Twachtman, Duveneck naar de Academie voor Schone Kunsten in München. Met Duveneck, Alexander, Twachtman en enkele anderen maakte hij vervolgens ook reizen naar Italië, onder andere naar Florence.
In 1883 keerde DeCamp terug naar de Verenigde Staten, naar Boston. Hij werd lid van de Boston School, onder leiding van Edmund Charles Tarbell en Emil Otto Grundmann. Hij richtte zich vervolgens vooral op portret- en modelschilderen, enigszins onder invloed van James McNeill Whistler, die hij in Florence had ontmoet. In de loop van de jaren 1890 veranderde hij zijn stijl steeds meer richting het impressionisme en tonalisme. In 1897 was hij een van de oprichters van de Ten American Painters.
In 1904 verwoestte een brand in zijn atelier te Boston enkele honderden van zijn schetsen en schilderijen, met name vrijwel al zijn impressionistische landschappen. In zijn latere leven maakte hij vooral weer portretten.
Decamp overleed in 1923, op 64-jarige leeftijd. Diverse van zijn werken bevinden zich momenteel in het  Museum of Fine Arts te Boston.

## Portretten

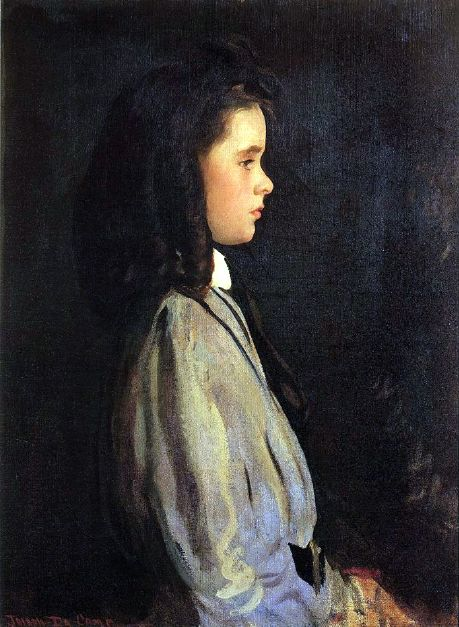
Pauline DeCamp age 13
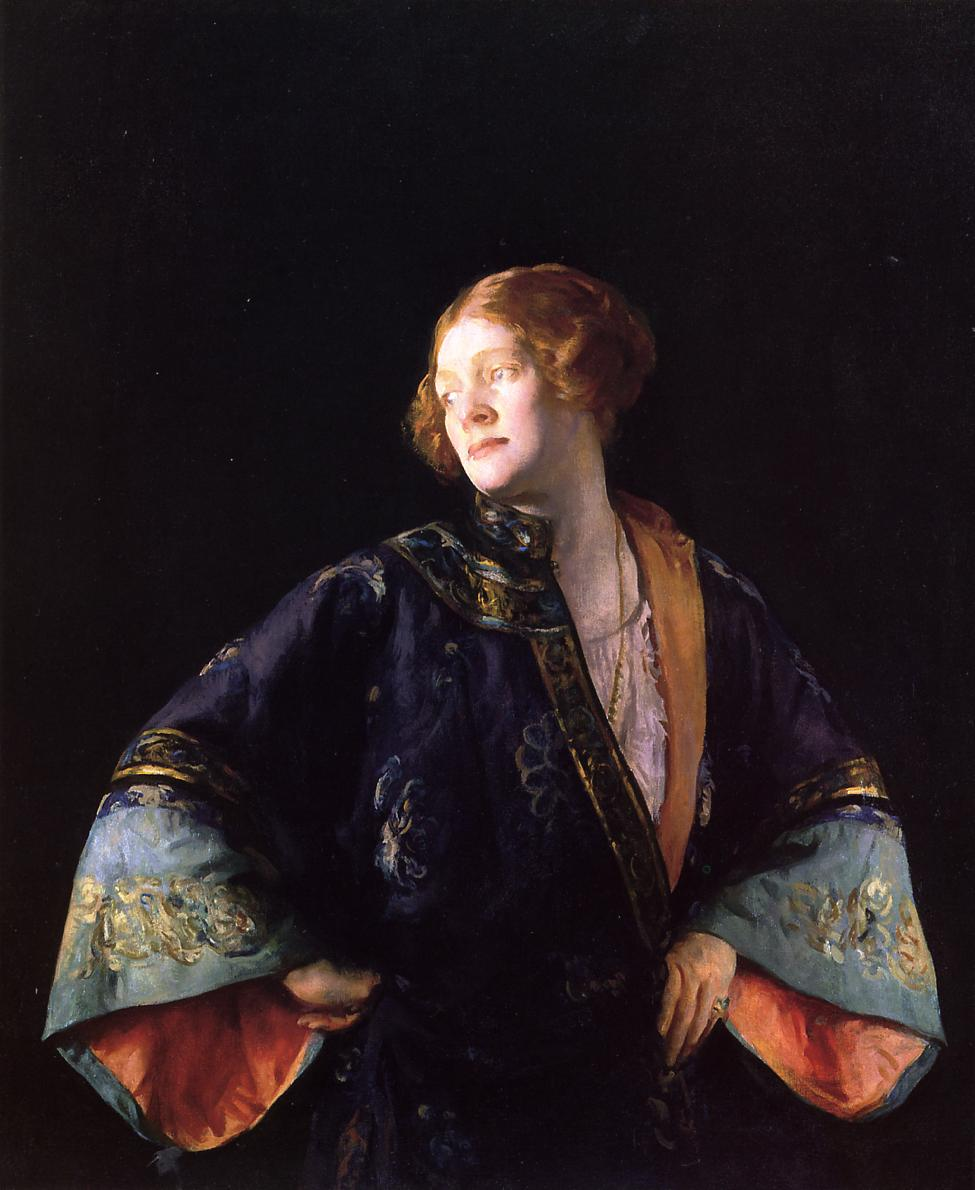
The Blue Mandarin Coat
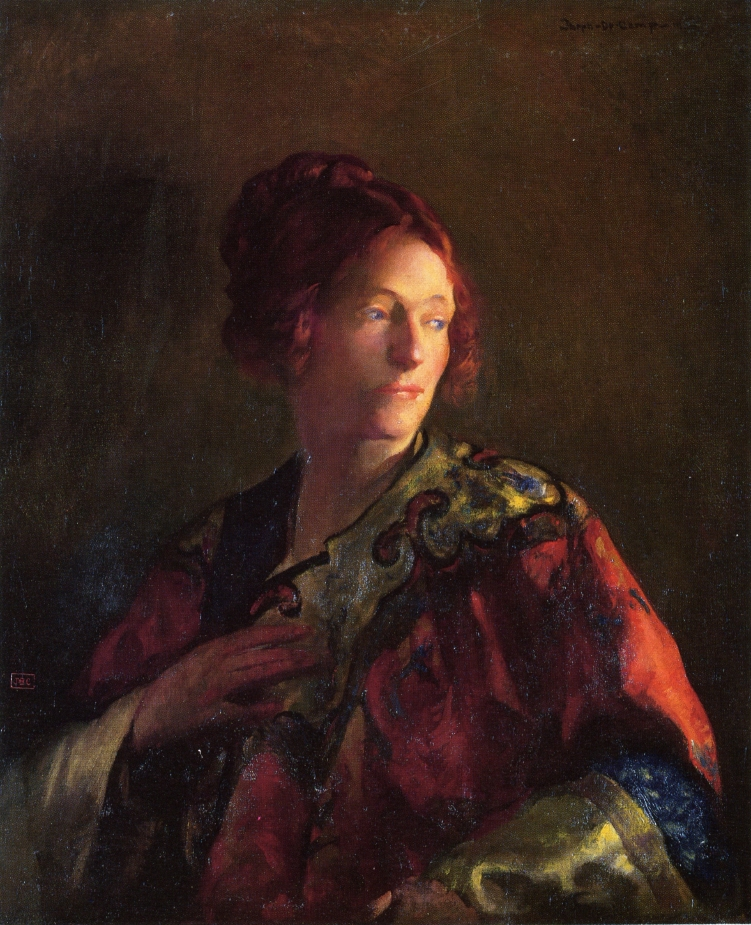
Red and Gold (miss Pearson)
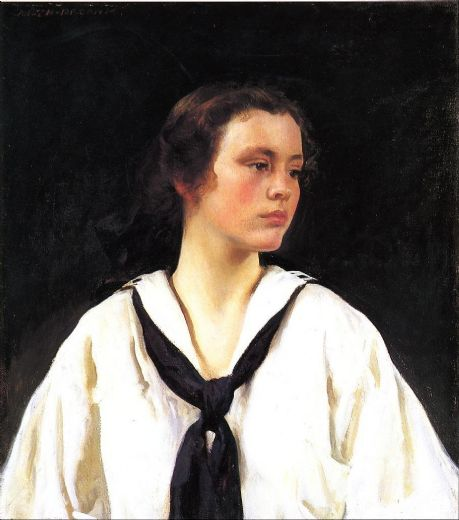
Sally
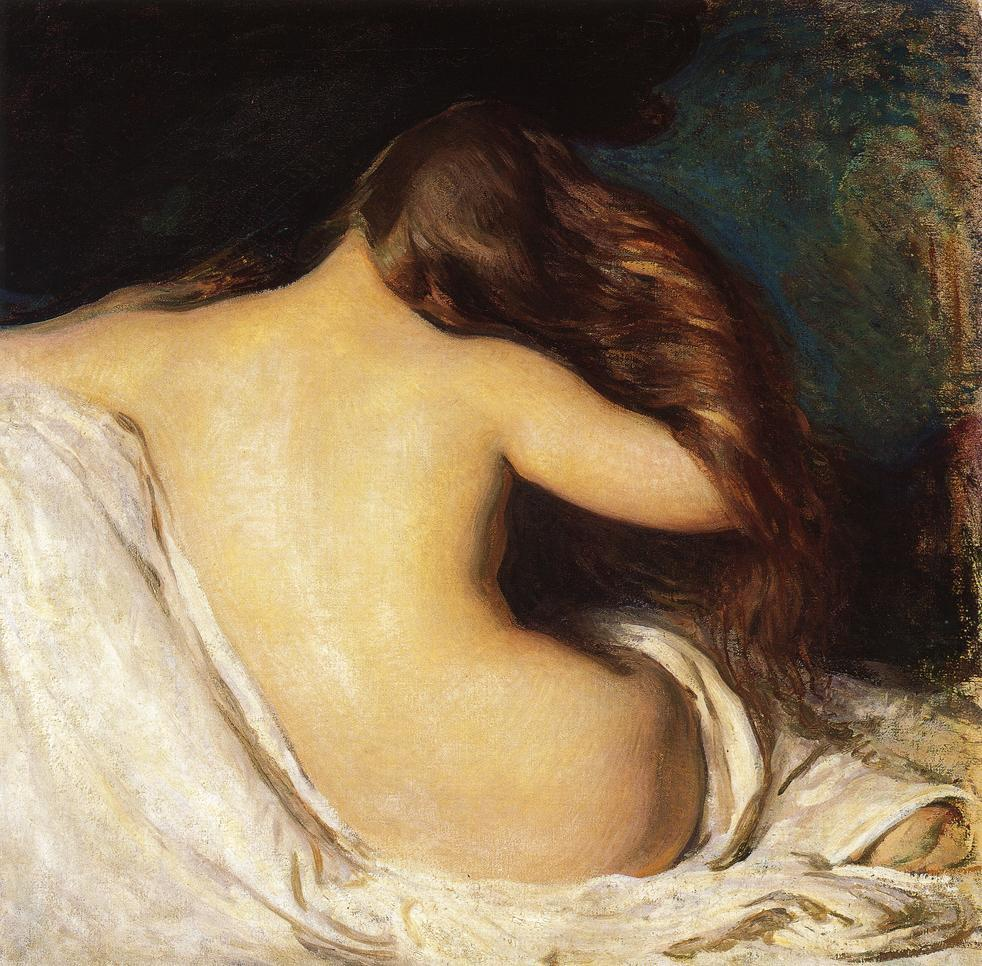
Woman Drying Her Hair
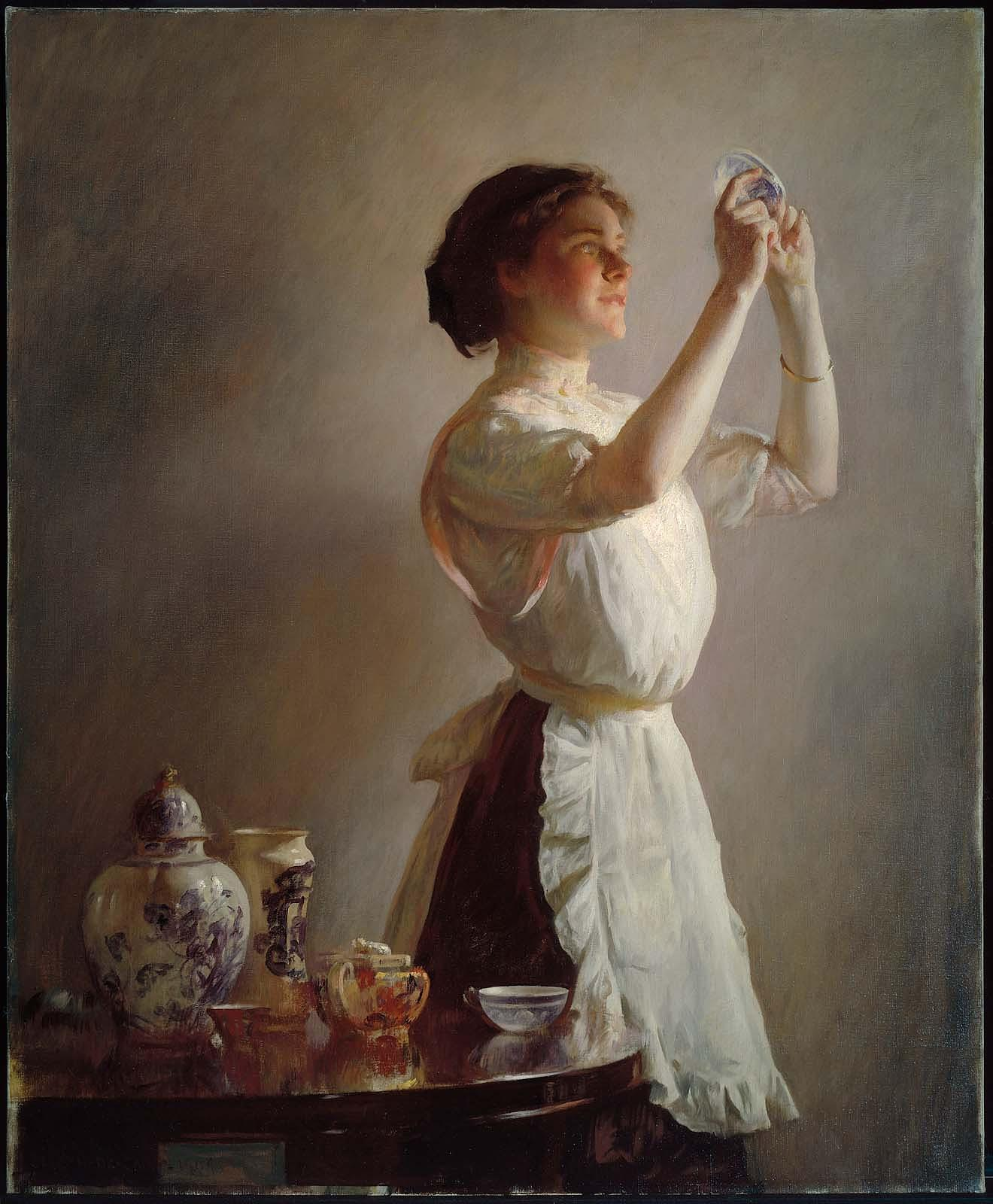
The Blue Cup
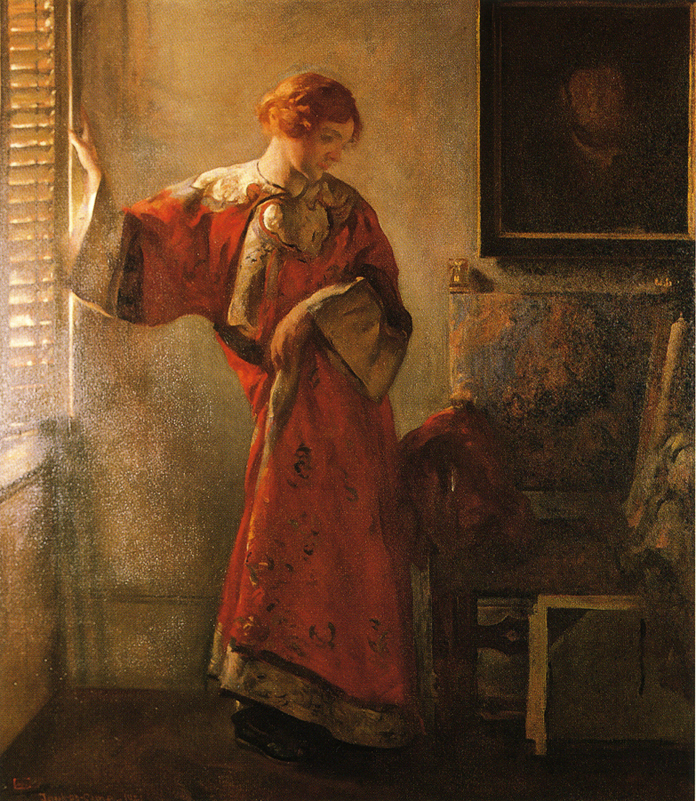
The Window Blind
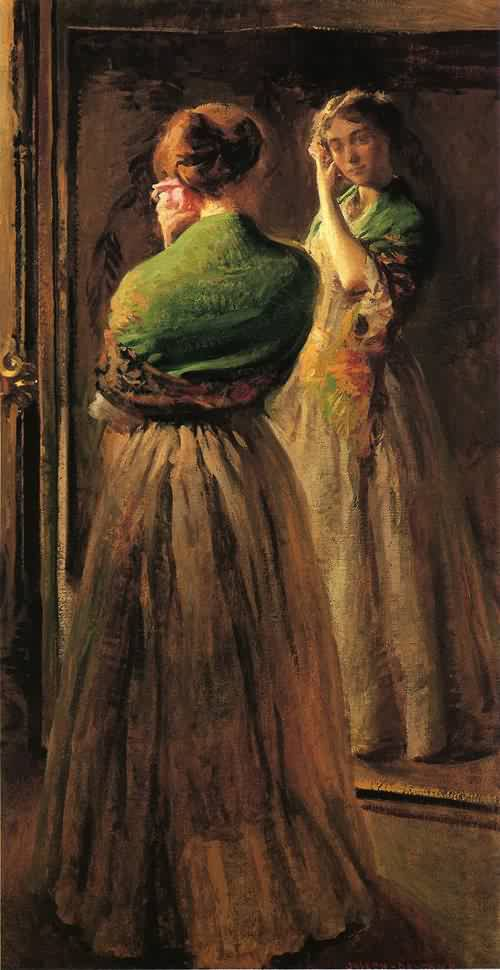
Girl with a Green Shawl
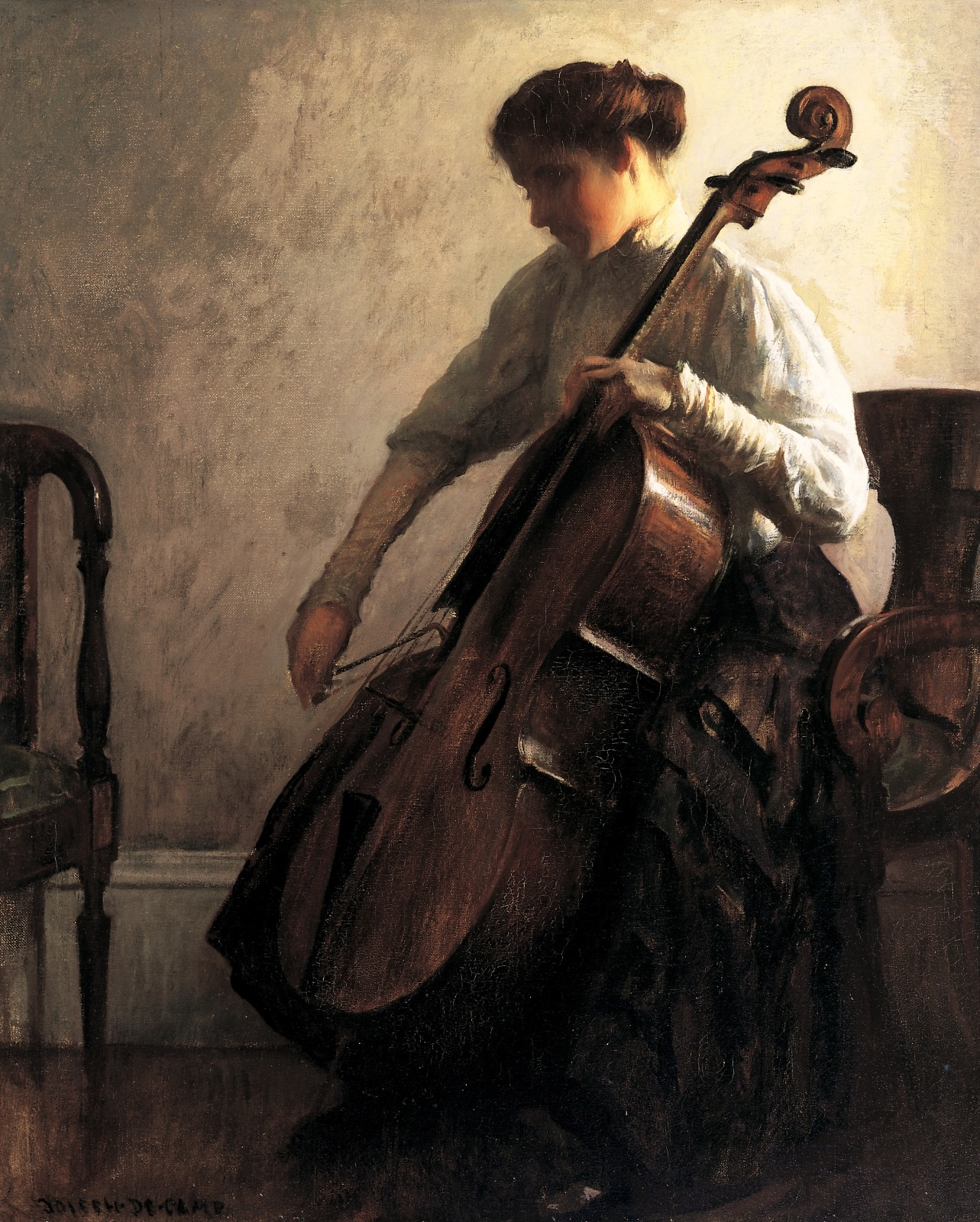
The Cellist
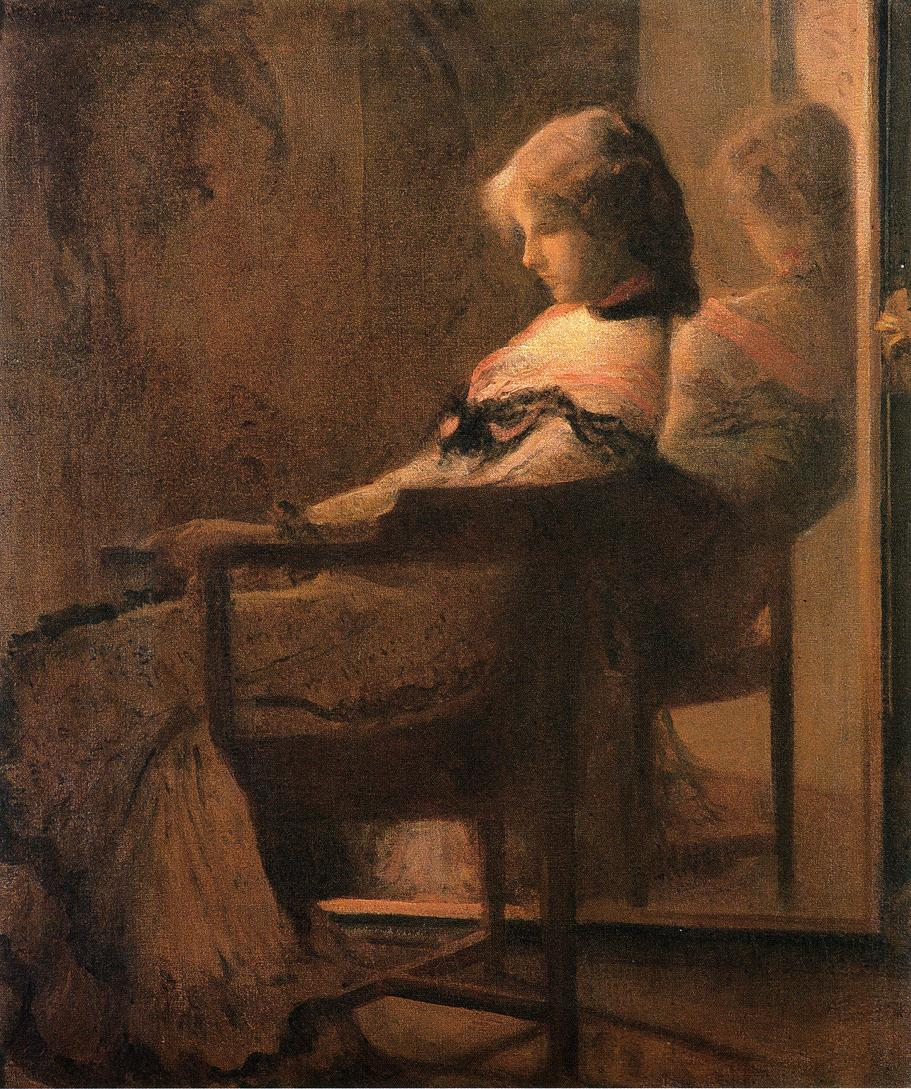
Arrangement in Pink (Reflections)